# Алесь Пушкін
Олександр Миколайович Пушкін (Алесь Пушкін) (6 серпня 1965 , Бобр, Мінська область  — 11 липня 2023 , Гродненська в'язниця № 1d ) — білоруський живописець-нонконформіст, театральний художник, перформер, арт-куратор, політичний в'язень. Член Білоруської Спілки художників.

## Життєпис

### Навчання
У 1978 році, у 13-річному віці Олександр Пушкін вступив у Мінську до Республіканської школи-інтернату з образотворчого мистецтва для обдарованих дітей імені І. О. Ахремчика в клас до Петра Шарипа. Після закінчення школи, 1983 року, продовжив навчання монументально-декоративному мистецтву в Білоруському державному театрально-художньому інституті. У 1984 році був призваний до лав Радянської армії. Служив в Афганістані. Демобілізувавшись у 1986 році, продовжив навчання в інституті, вже на 2-му курсі. У 1990 році для дипломної роботи створив монументальний розпис «Історія своєї школи» у вестибюлі Республіканської школи-інтернату з образотворчого мистецтва імені І. О. Ахремчика. Розпис займав площу 215 квадратних метрів та існує до теперішнього часу. Він виконав його полівініл-ацетатною темперою за півроку. Героями розпису стали Франциск Скорина, Міхал Клеофас Огінський, Адам Міцкевич, Андрій Тарковський, Володимир Висоцький. За цю роботу молодого художника було прийнято до Спілки художників СРСР.

### Громадська діяльність
Крім активної виставкової діяльності, що розпочалася за часів радянської перебудови, Алесь Пушкін брав активну участь у русі національного відродження Білорусі. Це був час виникнення в країні таких молодіжних історико-культурних організацій, як «Толока», які займаються реставрацією пам'яток, просвітницькою діяльністю з відродження білоруської мови та національної символіки. 1988 року, на 4-му курсі інституту, Алесь Пушкін організував перший гурток Білоруського народного фронту.
Лауреат другої Національної премії «Хартія'97» у галузі захисту прав людини у номінації «За сміливість у мистецтві» (1999).

### Арешти
За участь в організації мітингу, приуроченого до осіннього Дня поминання предків, в 1988 році Алесь Пушкін був заарештований на 15 діб. 25 березня 1989 року, під час святкування 71-ї річниці від дня заснування Білоруської Народної Республіки, Алесь Пушкін здійснив свій перший гучний перформанс. Ним став перший у країні маніфест соцарту, що складається з написаних ним 12 плакатів зі змістом, що суперечив державній ідеології. Планувалося їх пронести головним проспектом Мінська до площі перед Будинком Уряду. На одному з плакатів було зображено державний прапор Білоруської РСР зразка 1951 року та напис білоруською мовою «Досыць „сацыялістычнай“, адродзім народную Беларусь!» («Хватит „социалистической“, возродим народную Беларусь!»). Колоні вдалося пройти тільки від Театрального інституту до Будинку друку, де художника було заарештовано серед інших 130 осіб. Тоді Алесь Пушкін публічно заявляв, що мріє про Білорусь « без євреїв та комуністів», що було різко негативно сприйнято значною частиною євреїв Білорусі. Пізніше, у 1990-х роках, художник говорив, що мріє про Білорусь із євреями та комуністами.
Влада відреагувала кампанією проти художника в пресі, а 31 березня 1989 року Президія Верховної Ради Білоруської РСР указом внесла зміни до Адміністративного кодексу: посилилася відповідальність за використання незареєстрованої символіки — прапорів, емблем та вимпелів. Алесю Пушкіну було присуджено два роки умовно і п'ять років поразки у правах.
За перший перформанс у 1989 році художник був засуджений на два роки умовно, потім були ще більше десятка перформансів. Найвідоміший із них — «Гній для президента» у 1999 році. Під час перформансу Алесь Пушкін перевернув візок із гноєм перед адміністрацією Олександра Лукашенка. За ці дії митця було засуджено до двох років позбавлення волі умовно.

### Вітебський період
Після закінчення інституту отримав розподіл на роботу у вітебському художньому комбінаті. Згодом, знайшовши приміщення під власну майстерню, зайнявся підготовкою виставки «Соц-арт. Декларативне мистецтво». Виставці передували перформанси «7 листопада», «Вітебськ за ґратами», «Весна», «Вільність», «Кохання». Черговий маніфест соц-арту було продекларовано 25 березня 1991 року, у День Волі, коли Алесь Пушкін здійснив наступний перформанс: проїхав Вітебськом під звуки духового оркестру на віслюку, з голубом у руках. Далі голуб був випущений зі словами: «Він принесе нам свободу!».
23 березня 1993 року у Вітебську митець відкрив одну з перших у Білорусі приватних некомерційних галерей сучасного мистецтва «У Пушкіна», яка проіснувала до 1997 року. Галерея займала площу близько 50 квадратних метрів і розташовувалась неподалік Музею Марка Шагала. Також Алесь Пушкін оформлював сцену та був автором ескізів костюмів до 7-го Міжнародного фестивалю сучасної хореографії (Вітебськ, 1994 рік). Займався сценографією у Білоруському драматичному театрі імені Якуба Коласа. Оформив вистави « Король Лір» Вільяма Шекспіра (режисер В. Маслюк, 1993-94), «Фрекен Юлія» Августа Стріндберга (режисер А. Гришкевич, 1997) та «Полковникові ніхто не пише» Габрієля Маркеса (2001).

### Розпис храмів
Паралельно діяльності у Вітебську Алесь Пушкін здійснював реставрацію та оновлення храмових розписів у могилівському Костелі Святого Станіслава (нині Собор Успіння Діви Марії). Нині деякі фрески видалено з політичних мотивів. Героями розпису виступали багато відомих білоруських політичних і церковних діячів, у тому числі опальний Зенон Позняк.
У 1996 році митець зробив монументальні розписи стін православної церкви в рідному селищв Бобр, відновленому після руйнування у 1936 році. У цій церкві 1997 року Алесь Пушкін повінчався зі своєю дружиною Яніною. Тематика розпису в епізоді Страшний суд знову мала політичне забарвлення. Праворуч Ісуса Христа були намальовані праведники, ліворуч — грішники. Ангел трубив у горн. Особи грішників мали схожість із реальними людьми, а саме з митрополитом Філаретом та президентом Білорусі Олександром Лукашенком. Після того, як фреску показали у телепрограмі РТР «Вісті тижня» у 2005 році, церковна влада направила до Бобра протоієрея Мінської єпархії Миколу Коржича, під наглядом якого скандальну частину розпису стіни було замазано. Ця дерев'яна церква після освячення її митрополитом Філаретом згоріла 17 лютого 2011 року. Тепер церква відновлюється вже із цегли.

### Політичне переслідування (2021)
26 березня 2021 року Генеральна прокуратура Білорусії порушила кримінальну справу проти художника за показ портрета діяча антирадянського підпілля Євгена Жихаря на виставці у гродненському Центрі міського життя. Прокуратура Білоручі вбачала у цьому «реабілітацію нацизму». Алесь Пушкін дізнався про кримінальну справу, але не скасував рейс з України, де мав виставку, і ввечері того ж дня повернувся додому. Вночі у його майстерні пройшов обшук. 29 березня Алеся Пушкіна звільнили з «Белреставрації». Наступного дня його заарештували. 6 квітня 2021 року спільною заявою восьми організацій, у тому числі Правозахисного центру «Вясна», Білоруської асоціації журналістів, Білоруського Гельсінського комітету, Білоруського ПЕН-центру, Пушкін був визнаний політичним в'язнем. 30 квітня 2021 року шефство над політв'язнем взяла Камілла Гансен, депутат щвецького Ріксдага.
30 березня 2022 року художника засудили до п'яти років позбавлення волі з відбуванням покарання у колонії.

## Смерть
11 липня 2023 року адміністрація в'язниці № 1 міста Гродно, де утримувався опозиціонер, повідомила про його смерть. Алесь Пушкін помер на 58-му році життя у лікарні, куди його терміново перевели з колонії.

## Документальні фільми
«Беларускі вальс»(реж. Анджей Фідик, 2007)
«Новае неба над новай краінай: прагулкі з Пушкіным» (реж. Вольга Прусак, 2019)